# Hamid Labraoui
Hamid Labraoui né le 5 juillet 1972 ,est un joueur de handball, ancien international algérien évoluant au poste de Arrière Gauche

## Biographie
.Hamid Labraoui (ancien handballeur du NAHD, de la DNC et du MCA)

## En clubs
- NA Hussein Dey
- CS DNC Alger
- MC Alger

- 1999-2001 Lille Villeneuve d'Ascq [3],[4]

- 2001-2003 HBC Nantes[5] ,[6]
- 2003 Qatar [7]

## EnÉquipe d'Algérie
Championnat du monde
- 17e au championnat du monde 1997 ( Japon)

- 15e au championnat du monde 1999 ( Égypte)

Championnat d'Afrique
- Médaille d'or au championnat d'Afrique 1996 ( Bénin)
- Médaille d'argent au championnat d'Afrique 1998 ( Afrique du Sud)

Autres
- Médaille d'argent aux Jeux africains de 1991